# Petelia paroobathra
Petelia paroobathra är en fjärilsart som beskrevs av Louis Beethoven Prout 1932. Petelia paroobathra ingår i släktet Petelia och familjen mätare. Inga underarter finns listade i Catalogue of Life.